# Музичка школа Ниш
Музичка школа Ниш је једина музичка основна и четворогодишња средња школа на територији града Ниша и функционише у оквиру образовног система Републике Србије.

## Историјат
Музичка школа у Нишу почела је са радом 1947. године, мада се први подаци о постојању музичке школе помињу још давне 1925. године школске године, када је основана прва Основна музичка школа „Корнелије”. Тада је на иницијативу професора Похорног, чешког музичара, основано Музичко друштво са задатком да окупи пријатеље музике, аматере и професионалце ради унапређивања музичке културе града Ниша. 
У јесен 1949. године Одлуком Министарства просвете НРС, Градска нижа музичка школа је прерасла у Државну средњу музичку школу „Др Војислав Вучковић” у којој је оформљен Теоретско-наставнички одсек и Инструментални одсек. У то време је то била једина стручна школа из области музике у јужној Србији. Основни циљ оснивања школе је да што већем броју музикалне деце пружи основно музичко образовање. Школа је имала три одсека: гудачки, клавирски и дувачки.
Први наставнички колектив имао је пет професора. На челу школе као њен први директор био је проф. Андрић Стојан, проф. Гушчин Стеван – проф. теоретских предмета, Алиса Ивковић – проф. клавира и соло певања, Даринка Маринковић – проф, клавира, Божидар Стефановић – наставник виолине. У тадашњој музичкој школи су школовани будући професионални музичари, али је васпитавана и публика, љубитељи музике.

## Школа данас
Тренутно у школи ради 91 професора запослених у основном и средњем музичком образовању на седам одсека: клавирски, гудачки, дувачки, одсек соло певања, одсек хармонике, одсек гитаре и теоретски одсек.
Школа за основно музичко образовање образује ученике за: клавир, хармонику, гитару, флауту, виолину, виолу и виолончело у шестогодишњем трајању, за обоу, трубу, кларинет, хорну, фагот, тромбон и контрабас у четворогодишњем трајању, а за соло певање у двогодишњем трајању.
Средња музичка школа образује кадар 4. степена стручне спреме за следеће образовне смерове: МУЗИЧКИ ИЗВОЂАЧ (клавириста, виолиниста, виолиста, виолончелиста, контрабасиста, флаутиста, обоиста, хорниста, кларинетиста, трубач, фаготиста, хармоникаш, гитариста и хорски певач) и музички сарадник.